# Lista över Leóns monarker

Det var under styret av Ordoño I av Asturien (850–866), som riket som skulle bli känt som León bildades. År 910 delade kungen av Asturien upp sitt rike mellan sina tre söner och det oberoende Kungariket León föddes.

## Kungar av León

### Dynastin Pérez
- 850–866 Ordoño I
- 866–910 Alfons III den store
- 910–914 García I
- 914–924 Ordoño II, var också kung över Galicien, från år 910.
- 924–925 Fruela II (924–925), var också kung över Galicien, från år 924 och kung över Asturien från år 910.
- 925–931 Alfons IV munken dog år 933.
- 931–951 Ramiro II
- 951–956 Ordoño III
- 956–958 Sancho I den fete
- 958–960 Ordoño IV den 0nde
- 960–966 Sancho I den fete igen
- 966–984 Ramiro III
- 984–999 Bermudo II den giktbrutne var också kung över Galicien, från år 982
- 999–1028 Alfons V
- 1028–1037 Bermudo III

### Dynastin Jiménez
- 1037–1065 Ferdinand I den store
- 1065–1072 Alfons VI den modige, var också kung över Kastilien, (1072–1109)
- 1072–1072 Sancho II den starke, var också kung över Kastilien, (1065–1072)
- 1072–1109 Alfons VI den modige igen
- 1109–1126 Urraca, var också drottning över Kastilien (1109–1126)

### Huset Ivrea och huset Burgund
Den här dynastin är ättlingar till Urraca och hennes man, Raymond av Burgund.
- 1126–1157 Alfons VII kejsaren, var också kung över Galicien, mellan (1111–1157) och kung över Kastilien mellan år (1126–1157)
- 1157–1188 Ferdinand II
- 1188–1230 Alfons IX

- 1230–1252 Ferdinand III helgonet var också kung över Kastilien från år 1217, helgonförklarad år 1671

Härefter är alla kungar av León också kungar över Kastilien.
- 1252–1284 Alfons X den lärde
- 1284–1295 Sancho IV den modige
- 1295–1312 Ferdinand IV
- 1312–1350 Alfons XI den rättvise
- 1350–1369 Peter I av Kastilien

### Huset Trastámara
- 1369–1379 Henrik II oäktingen
- 1379–1390 Johan I
- 1390–1406 Henrik III
- 1406–1454 Johan II
- 1454–1474 Henrik IV  den kraftlöse
- 1474–1504 Isabella I, gift med Ferdinand II av Aragonien (Ferdinand V av Kastilien)

### Huset Habsburg
- 1504–1555 Johanna I den vansinniga
- 1504–1506 Filip I den sköne, hennes man
- 1506–1516 Ferdinand V, hennes far
- 1516–1556 Karl I, hennes son

Efter år 1516 blir det ett enda spanskt rike och Karl I av Spanien blir den första kungen.